# RTL Television
RTL (oprindeligt RTL+) er en tysk kommerciel tv-kanal, der distribueres via kabel-tv, satellit og DVB-T i visse områder i Tyskland. Kanalen ejes af RTL Group og er, hvad angår seertal, Tysklands største privatejede gratiskanal. 
Kanalen sendte første gang 2. januar 1984 kl. 17.27 fra Luxembourg og havde fra starten kun et potentielt publikum på 200.000. Kanalen sendte fra Luxembourg frem til 1988, hvor den flyttede til sit nuværende hovedkvarter i Köln. RTL blev grundlagt af Radio Luxembourg, der havde sendt tysksprogede programmer i mange år, og tv-stationen Télé Luxembourg – deraf navnet RTL. 
Budgetterne var små i starten, og programfladen rummede derfor mange amerikanske hit-shows og film. Da stationen flyttede til Köln, erhvervede den samtidig retten til at sende via det jordbaserede sendenet. RTL købte rettighederne til at transmittere fodboldkampe fra den tyske Bundesliga, ligesom stationen købte rettigheder til at vise film fra selskaberne Cannon og Universal Studios, hvilket betød, at kanalen fik førsteretten til at vise filmene på tysk tv. RTL blev markedsledende i Tyskland i de tidlige 1990'ere og har været det siden. I Tyskland har kanalen status af Vollprogramm, hvilket svarer til det danske must carry. RTL kan modtages i det meste af Europa via satellit og kabel-tv. I Danmark ligger kanalen på stort set alle kabelnet.
RTL beskæftiger 1.135 medarbejdere og omsætter for 14,1 mia. kr. (2003).

## Sendt på RTL
- Spionen